# 卡茹里
卡茹里是巴西米纳斯吉拉斯州的一个市镇。总面积83.365平方公里，总人口4015人，人口密度48.2人/平方公里。